# Rugby Africa Cup 2024
La Rugby Africa Cup del 2024 fue la 21° edición del principal torneo de rugby de África.
El torneo se desarrolló íntegramente en el Estadio Nacional Nelson Mandela de la ciudad de Kampala, Uganda.

## Desarrollo

### Cuartos de final
| 20 de julio de 2024 | Namibia | 38 - 5 | Burkina Faso |  |  |

| 20 de julio de 2024 | Argelia | 32 - 12 | Costa de Marfil |  |  |

| 20 de julio de 2024 | Uganda | 20 - 22 | Zimbabue |  |  |

| 20 de julio de 2024 | Kenia | 36 - 17 | Senegal |  |  |

### Semifinales quinto puesto
| 24 de julio de 2024 | Uganda | 25 - 15 | Burkina Faso |  |  |

| 24 de julio de 2024 | Senegal | 25 - 8 | Costa de Marfil |  |  |

### Semifinales
| 24 de julio de 2024 | Namibia | 10 - 32 | Zimbabue |  |  |

| 24 de julio de 2024 | Argelia | 20 - 12 | Kenia |  |  |

### Séptimo puesto
| 28 de julio de 2024 | Burkina Faso | 10 - 23 | Costa de Marfil |  |  |

### Quinto puesto
| 28 de julio de 2024 | Uganda | 34 - 31 | Senegal |  |  |

### Tercer puesto
| 28 de julio de 2024 | Namibia | 38 - 27 | Kenia |  |  |

### Final
| 28 de julio de 2024 | Zimbabue | 29 - 3 | Argelia | Estadio Nacional Nelson Mandela, Kampala |  |

| Bandera de Zimbabue |
| Campeón Zimbabue    |
| Segundo título      |